# Shout! Factory
Shout! Factory (stilizzato in SHOUT!FACTORY) è una società statunitense di home video e musica fondata nel 2002 a Los Angeles. Le sue uscite video includono film precedentemente pubblicati, serie televisive classiche e contemporanee, animazione, musica dal vivo e commedie di genere. Shout!Factory inoltre possiede e gestisce Timeless Media Group, Biograph Records, Majordomo Records e Video Time Machine.

## Storia

### Gli inizi
Inizialmente, la società venne fondata come "Retropolis Entertainment" prima di passare alla sua denominazione attuale l'anno successivo. Nel 2003, Bob Emmer, Garson Foos e Richard Foos erano tre manager della Rhino Records. Dopo la vendita della Rhino Records alla Warner Bros. i tre hanno deciso di lanciare una nuova etichetta di cultura pop popolare. Le loro prime uscite comprendevano CD di blues e jazz dall'etichetta Biograph, un CD e un DVD di Fats Domino e diversi documentari ( Superstar: The Life And Times di Andy Warhol, What Happened To Kerouac?). 

### Tappe miliari
Nel 2004, con il rilascio di  Freaks & Geeks  Shout! ha compiuto il suo salto di qualità affermandosi come società di distribuzione TV su DVD. Pubblica un CD nuovissimo con l'attore William Shatner prodotto da Ben Folds e inizia a pubblicare i classici SCTV. Ottiene i diritti sugli Home Movies di Cartoon Network e ne rilascia ogni stagione e infine un cofanetto della serie completa.
Nel 2005 ottiene i diritti sul catalogo Herb Alpert lanciando la serie di CD a firma Herb Alpert.
Nel 2008 acquisisce il catalogo Hightone Records aggiungendovi gli artisti Tom Russell, Joe Ely e Rosie Flores.
Nel 2009 sigla un accordo con Hasbro, produttori televisivi per l'infanzia, rilasciando l'originale Transformers e la serie d'animazione G.I. Joe, oltre a DVD del filone My Little Pony. Nel 2012 inizia la distribuzione dei titoli Power Rangers e Ninja Turtles: The Next Mutation della Saban e Super Hero Squad Show e Marvel Knights della Marvel. Verso fine anno Shout! lancia una nuova etichetta, Scream!Factory, in cui film horror, vecchi e nuovi, sono distribuiti su licenza delle major MGM, Fox e Universal.